# Pixelopus
Pixelopus est un studio de développement de jeux vidéo interne à Sony Interactive Entertainment, basé à San Mateo, en Californie. Le studio a été fondé en 2014 et a deux jeux à son actif : Entwined et Concrete Genie.
Leur deuxième jeu, Concrete Genie, a été annoncé lors de la Paris Games Week 2017 et est sorti le 8 octobre 2019 exclusivement sur PlayStation 4,.

## Histoire
En 2012, à la suite du succès de Journey, un jeu indépendant développé par le studio thatgamecompany et édité par Sony Interactive Entertainment, l'équipe de production du studio SIE San Mateo Studio (ex-Foster City Studio), appartenant à Sony, décide de produire de nouveaux jeux indépendants. Pour ce faire le studio initie en 2013 un programme de coopération avec l'Université Carnegie-Mellon permettant ainsi à 6 jeunes diplômés de l'université de rejoindre l'équipe de 13 développeurs de Pixelopus auxquels viennent rapidement s'ajouter trois étudiants de l'Université d'État de San José, le tout dirigé par une poignée de vétérans de l'industrie vidéoludique.
Le 5 mai 2023, le studio annonce sur Twitter que le studio va fermer. Par la suite, Sony annonce via un article d'IGN que le studio fermera ses portes le 2 juin 2023.

## Jeux développés
| Titre          | Plates-formes                                  | Date de parution |
| -------------- | ---------------------------------------------- | ---------------- |
| Entwined       | PlayStation 3, PlayStation 4, PlayStation Vita | 2014             |
| Concrete Genie | PlayStation 4                                  | 2019             |